# Johannisturm (Aschersleben)

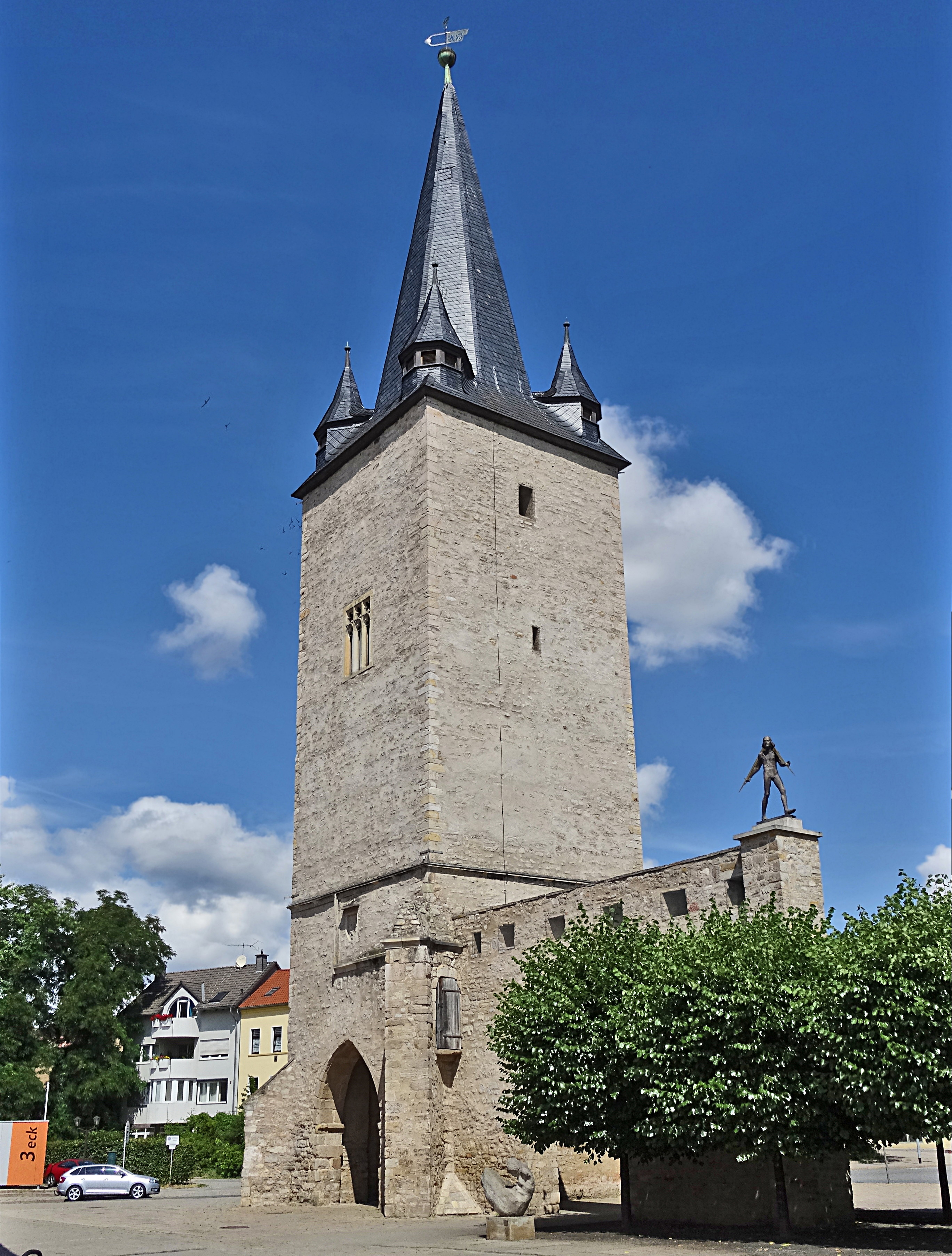
Johannisturm mit Figur des Gelehrten Adam Olearius

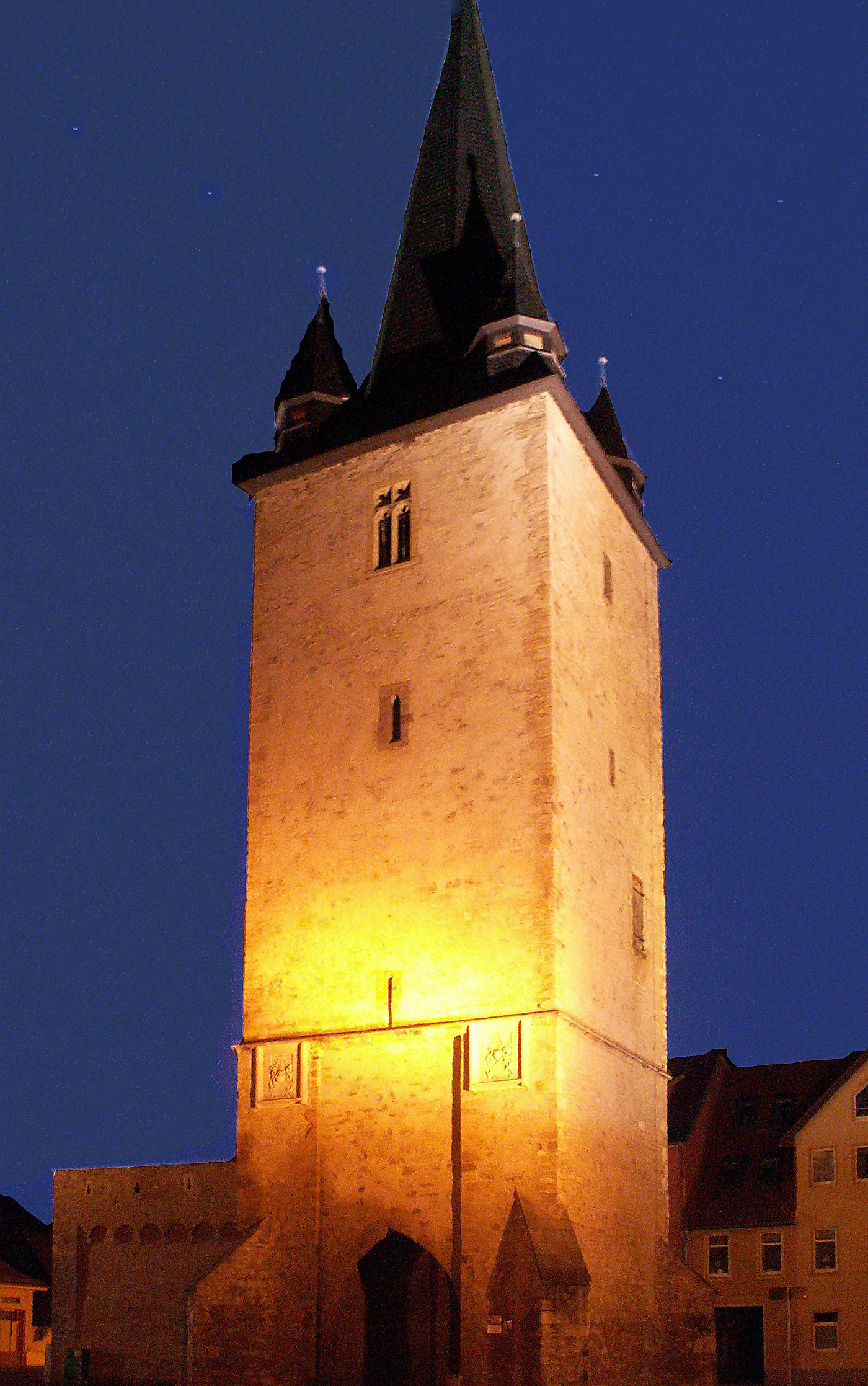
Johannisturm bei Nacht

Der Johannisturm in Aschersleben ist ein zur dortigen Stadtbefestigungsanlage gehörendes Gebäude und gilt als eines der Wahrzeichen der Stadt. Er ist insgesamt 42 Meter hoch, wovon der Helm 17 Meter ausmacht. Er war im Vergleich zu den bereits abgerissenen Türmen der mächtigste Stadtturm. Seine Grundfläche beträgt 8,2 mal 8,2 Meter. Stadtauswärts schmücken über der Einfahrt zwei Ratswappen das Mauerwerk, das Stadtwappen befindet sich auf der Stadtseite. Die Wetterfahne trägt den Preußenadler mit den Initialen von Friedrich Wilhelm von Brandenburg.

## Geschichte
Der Johannisturm wurde 1380 erbaut und ist von den einst fünf Stadttoren der einzig erhaltene Torturm der Stadt Aschersleben. Den Namen hat der Turm vom Johannishospital vor den Mauern der Stadt am heutigen Seegraben. 1462 wurde der Turm durch ein Feuer schwer beschädigt und erst 1466 wieder komplett wiederaufgebaut. Die Durchfahrt, das Johannistor, war ursprünglich mittels eines Fallgitters verschließbar. 1571 wurde das Gebilde zur Doppeltoranlage erweitert. In den Jahren 1601, 1652, 1727, 1777, 1788, 1862 und 1891 waren weitere, größere Instandsetzungen notwendig. Bei der Reparatur des Turmhelms 1862 wurde dort eine Zeitkapsel in Form einer Blechbüchse mit sechs verschiedenen Urkunden gefunden, wovon die älteste auf 1599 datiert und die diverse Informationen zur Geschichte der Stadt enthielten. Ein Schriftstück vom 12. Juli 1652 beschrieb beispielsweise die Leiden durch den Dreißigjährigen Krieg in Aschersleben, in anderen Schriften wird vom Auftreten der Pest berichtet. 1863 wurde der vorgelagerte Pulverturm zusammen mit dem Vortor und Torwärterhäuschen abgebrochen. 1868/69 wurde schließlich der sich unmittelbar vor dem Turm befindliche Stadtgraben zugeschüttet. Auch der daneben noch befindliche Stadtmauerrest sollte abgerissen werden, wogegen sich aber bereits zu damaliger Zeit öffentlicher Widerstand erregte. Der damalige Stadtbaurat Hesse schuf schließlich 1900 in diesem Stadtmauerteil den noch heute vorhandenen Durchbruch in Form eines spitzbogigen, größeren Torbogens.

## Heutige Nutzung
Noch im 20. Jahrhundert führte eine stadtauswärts gerichtete Fahrtrichtung einer gewöhnliche Verkehrsstraße durch den Johannisturm, heute ist die Durchfahrt Teil einer Fußgängerzone. Der ursprüngliche Zugang zum Hauptturm erfolgte über einen heute nicht mehr erhaltenen Außenturm an der Westseite. Heute ist der Turm daher ohne Hilfsmittel von der Straßenebene nicht mehr begehbar, allerdings ist die Zugangstür in der ursprünglichen Höhe noch vorhanden und von außen gut sichtbar. Der Johannisturm wird bei Nacht beleuchtet und gilt als Touristenattraktion.